# Джо Кели
Джо Кели (на английски: Joe Kelly) е бивш пилот от Формула 1.
Роден на 13 март 1913 година в Дъблин, Ирландия.

## Формула 1
Джо Кели прави своя дебют във Формула 1 в Голямата награда на Великобритания през 1950 година. В световния шампионат записва 2 състезания като не успява да спечели точки. Състезава се с частен автомобил Алта.